# Римска куга из 590.
Римска куга из 590. године је била епидемија куге која је захватила град Рим 590. године. Била је вероватно бубонска куга и део прве пандемије куге која је уследила после велике Јустинијанове куге, која је почела 540-их година и која је можда убила више од 100 милиона Европљана пре него што се проширила на друге делове света и која је трајао до краја касне антике. Кугу су описали епископ и хроничар Гргур Турски и каснији хроничар Павле Ђакон.

## Историја
Зиму пре него што је избила куга, многе римске житнице су оштећене када је Тибар поплавио у новембру 589. године. Григорије Турски прича да су у водама виђене страшне змије и змајеви. Епидемија је почела почетком 590. године; Григоријев наратив није конкретан, али смрт је брзо дошла до заражених пацијената, а хроничар описује болест као „кугу препона“ (лат. lues inguinaria), фактори који помажу њеној идентификацији као бубонској куги.
Римски епископ Пелагије II је умро од куге у фебруару 590. године, а папа Гргур I, тада ђакон, изабран је за његовог наследника. Гргур је био praefectus urbi пре него што се замонашио.
Григорије је раније служио као апокризијар, нека врста папског амбасадора у Источном римском царству, где је вероватно био под утицајем византијских обичаја. Царска престоница Цариград, посвећена Богородици (Theotokos), имала је праксу да поворке верника градским улицама певају псалме и kyrie eleison како би ублажили гнев Божији. Григорије је вероватно био сведок ових процесија током свог боравка у Цариграду.

## Папске процесије
Када је куга била у Риму 590. године, а Гргур је још био ђакон, он је организовао поверке (процесије) у Риму. Седам група одржавалo је процесије улицама града а процесије су завршавале у базилици Марије Мајор, где је тражена да заштита и помоћ Богородице. Процесије су одржане 25. априла 590.
Улпга Богородице у поворкама бил је можда необичан у то време, пошто се Рим традиционално повезивао са заштитом Светог Петра, али је можда био резултат византијског утицаја, пошто је Константинопољ често био под Богородичином заштитом у временима кризе.
Седам процесијских група су биле: 1) свештенство, 2) игумани и монаси, 3) игуманије и монахиње, 4) мушкарци 5) удате жене 6) удовице и 7) деца (можда укључујући и сиромашне у Риму).
Разлог за поворке био је зато што су се куге и друге националне катастрофе у то време обично тумачиле као кажњавање Божије за грешност, па су због тога предузете ове мере да би се ублажио Божји гнев.
Осамдесет људи се срушило током поворке од последица заразе кугом.

## Визија папе Гргура
Према каснијој легенди, папа је видео визију док се процесија приближавала маузолеју римског цара Хадријана, на десној обали Тибра у близини Ватиканског брда. Папа је угледао Светог арханђела Михаила како маше, а затим ставља мач на врх споменика, што се тумачило као да је Божији гнев био враћен, а куга је наводно у том тренутку престала, након чега су верници захвалили Богородици.
Царска гробница из 2. века нове ере, која је постала тврђава у касној антици, касније је постала позната као итал. Castel Sant'Angelo. У 18. веку, бронзана скулптура постављена је на врху замка Сант'Анђело у знак сећања на легенду, која приказује крилатог арханђела у римском оклопу, а дизајнирао ју је Петер Антон фон Вершафелт 1753. године.